# エレディ
エレディ（Elledi S.p.A.）は、イタリアの製菓業者。ウエハースなどの製造・販売を行っている。本社はヴェネト州パドヴァ県のガッリエーラ・ヴェーネタ。ブランド名としては、経営者（共同創業者の一人）の名であるガストーネ・ラーゴ（Gastone Lago）を打ち出しており、会社のロゴマークでも大きく記されている。

## 歴史
1968年、ウエハースやビスケットを製造する工房として設立された。社名はガストーネ・ラーゴら3人の共同設立者たちの姓の頭字語（アクロニム）である。1980年に株式会社(S.p.A.)となった。
1994年には共同設立者の一人ガストーネ・ラーゴが経営者となった。2012年以後は「ガストーネ・ラーゴ」の名をブランドとして打ち出しており、ロゴマークもガストーネ・ラーゴの名を強調したものに変更した。

## 商品
ポーカー（Poker）の商品名で販売しているウエハースが主力商品である（生産ライン15本のうち11本がウエハース生産に用いられている）。このほか、レディフィンガース（フィンガービスケット）などの焼き菓子、ショートブレッド、フィリング菓子、スナック菓子も製造している。
売り上げの70%はイタリア国内である。残る30%が輸出であり、輸出国は71か国にのぼる。輸出額のうち40%はヨーロッパ向けのものであり、このほかアジア、中東、アフリカの3地域がそれぞれ15%ずつを占める。日本では富永貿易が「ポーカーウエハース」を取り扱っている。

## 生産拠点
以下に生産拠点を置く。
- ガッリエーラ・ヴェーネタ（パドヴァ県）
- トンボロ（パドヴァ県）